# 筒井順慶
筒井順慶（1549年3月31日—1584年9月15日、天文18年3月3日-天正12年8月11日）是日本戰國時代武將及大名，筒井順昭之子，原接受室町幕府第13代將軍足利義藤偏諱改為藤勝、藤政，後來經戒師得度而號為「陽舞房順慶」。

## 早年
筒井藤勝（順慶的舊名）在兩歲時喪父，並承襲其大名和筒井城城主的身份，由叔父順政成為藤勝的監督人並同順國為筒井家輔政。
當時興福寺勢力擁有僧兵的「大和四家」（筒井家、越智氏、箸尾氏、十市氏）在沒有強力的守護職情況下，於永祿二年（1559年）受到三好長慶寵臣松永久秀侵略，十市氏在三年後成為松永軍門下，令當時的筒井家局勢緊張，叔父順政也在永祿七年（1564年）逝世。

### 筒井城之戰
自永祿之變後，久秀與三好三人眾決裂，對毫無防備的藤勝奇襲，軍勢逼至筒井城，箸尾高春、高田当次郎在藤勝的無為下叛投久秀。藤勝一族往布施城逃離，又一說是往河內國逃走，在藤勝得到布施氏協助而反擊先前反叛藤勝的高田家。
永祿九年（1566年），與三好三人眾合作下企圖奪回筒井城反擊松永久秀於4月11日至21日間交戰，奪得孤立的美濃莊城，軍勢也逼至筒井城，松永久秀與其盟友畠山氏和遊佐氏聯合下，與三好義繼在堺激戰，藤勝趁這時間計劃奪回筒井城，在筒井城周圍設伏火燒松永陣所。
久秀在筒井家缺乏支援的情況下，經友能登屋、燕脂屋幹旋下達成和睦，不料在不久後失效。藤勝奪城計劃成真，並指揮當時被松永久秀動搖的筱原長房，於6月8日奪回筒井城。後來參拜春日大社，受到宗慶大僧都戒師得度，得號並改名為「陽舞房順慶」。
永祿十年（1567年），與三人三好眾和筱原長房佔據奈良大佛殿。在多聞城與松永久秀和三好義繼對峙。筒井联军遭松永方夜襲，双方交战时东大寺被战火烧毁（一說是由松永久秀燒毀），三好·筒井方因失守撤退。
正逢織田信長上洛，三好三人眾在畿內被信長驅趕，松永久秀藉此跟信長和足利義昭結交，順慶遲遲得到情報，也遭到家臣菅田備前守等人叛離。
之後松永久秀成為幕府直臣後，率著郡山辰巳眾攻打筒井城，順慶與同叔父福住順弘逃至福住城潛伏。直到十市遠勝死後，藉著內訌攻下十市城。之後再攻下松永家的窪之庄城，並在椿尾上城築城，準備向松永久秀對決。
元龜2年（1571年），松永久秀與參與信長包圍網的武田信玄密通，與德川家康解盟。筱原長房同有岡城城主荒木村重等結合，攻擊足利義昭派的畠山秋高、和田惟長的居城。義昭為將自己的養女（九條直通女兒）嫁給順慶作為拉攏。不久順慶為逼近松永軍勢而命令井戶良弘築建辰市城，在民眾協力下迅速完成，不過很快就被松永久秀和三好義繼攻略，順慶成功防守新城並反擊敵方，也奪回筒井城並攻下很多城池。

## 從屬織田家後
辰市城之戰後，順慶經明智光秀斡旋下，從屬織田信長，並受賜太刀和寶馬。同樣久秀也經佐久間信盛斡旋下臣服信長，兩人在各方仲介人下於11月1日和睦。順慶也被松永久秀和久通父子招去北小路城的猿樂會，當時兩方表面上很親密，不久後再度仇嫉如舊。
松永久秀不久與足利義昭、三好三人眾和三好義繼勾結並謀反。自包圍網瓦解後，久秀也在天正元年（1573年）12月多聞山開城降伏，這時順慶親近並參見信長，也使久秀方的河内私部城落城。天正二年（1574年），順慶為從屬信長將母親作為人質，並隨著信長出戰。
天正3年（1575年）2月27日，順慶迎娶信長女兒。並在3月被原田直政任命為大和守護，同年5月，順慶派出50人鐵砲隊支援信長參與長篠之戰。同年8月，順慶成為直政的大和軍勢總動員平定越前一向一揆。
天正四年（1576年），自原田直政戰死後，信長使者明智光秀和万見仙千代於5月以支配大和國，成為光秀與力。22日，順慶的人質母親歸國。順慶也慰問安土城建築情況、以及將柿子、布料等等的物品獻給信長，換得兩把太刀，並被賞賜縮緬和馬。30日，與坊眾7人在一乘院為當時在攻略石山本願寺病重的明智光秀祈禱。
天正五年（1577年），參與紀州征伐，討伐雜賀一揆。同年宿敵松永久秀再度背叛，順慶成為信貴山城之戰織田方先鋒，以松永家叛將森好久的情報，偽裝成本願寺援軍率軍信貴山城攻滅松永家，松永久秀自刃後由順慶善後其屍骨。

### 松永氏滅亡後
天正六年（1578年），織田家完全平定大和國，順慶也在信長的命令下廢掉龍王山城。4月，順慶攻略播磨國。6月攻略神吉城的神吉賴定。於10月歸國後平定吉野氏所招應的一向宗眾。次年參與有岡城之戰，討伐背叛信長的荒木村重。
天正八年（1580年），筒井城處於低窪地帶，故遭到水災破壞，順慶計劃移居至修築的郡山城，因此筒井城在8月遭到信長廢城。9月，順慶在信長的指令下，在大和一帶發出檢地，直至12月與明智光秀和瀧川一益執行。先前10月28日，信長以離反為由歸咎戒重、岡弥二郎、大佛供、高田當次郎等跟隨順慶的松永舊臣，令明智光秀處決上述的家臣。11月7日，順慶以信長的朱印狀正式被任命為大和國國主，並移居至郡山城，成為大和郡山城城主。
天正九年（1581年），6月3日，順慶將吐田館的吐田遠秀謀殺，並將該領地被分割給家臣島左近。同年發生伊賀之亂，順慶由織田信雄所領出征，於9月3日進攻伊賀，領著3700士兵與蒲生氏鄉在比自山周圍布陣。不料順慶被伊賀軍夜襲，失去過半數的兵力而陷入苦戰，幸得精通伊賀地理的家臣菊川清九郎救出，在《伊亂記》有該詳細記載。

## 本能寺之變後
天正十年（1582年），自織田信長在本能寺被明智光秀討伐後，順慶召集福住順弘、布施左京進、慈明寺順国、箸尾高春、島清興（左近）、松倉重信一族等重臣做出評定。光秀以先前的仲介和其親密關係拉攏順慶的支持。
順慶雖對這事情表示中立，不過在6月10日也發文書恭順羽柴秀吉。明智光秀因多數支持者的背叛，在同日卻遭光秀令藤田行政要求支持，將希望投在順慶身上，因此順慶為答應只好出兵至洞峠並觀戰投機（一說順慶沒有到達洞峠），直至明智光秀兵敗死去才參見秀吉，卻遭秀吉指責自身遲出兵而得病，該事情至6月27日，清洲會議時，筒井家上下均等待時機不做抉擇。之後於7月11日以養子定次做為人質臣從羽柴秀吉，也在會議結果得到大和國領地安堵。

### 死亡
天正十二年（1584年），雖然順慶申訴自身胃疼只能臥在床上，卻被催促參加小牧·長久手之戰。當時病重的順慶轉戰伊勢國、美濃國兩地，在返回大和國養病期間病逝，享年36歲。死後由養子 (堂弟)筒井定次繼承。

## 人物
身為文化人的順慶，對茶道、歌謠等方面相當優秀，同時也是僧侶出身，也致力於對大和國寺院保護。不過在天正8年（1580年），順慶為了製作鐵砲而下令沒收釣鐘，甚至還去懲罰興福寺的僧侶，證明了順慶在織田政權下也會背道而馳。

## 家庭

### 父輩
- 父親
  - 筒井順昭，筒井氏大名
- 叔父
  - 筒井順國
  - 筒井順政
  - 福住順弘

### 母親
- 大方殿，山田道安女兒

### 姐妹
- 姐（井戶良弘妻）
- 妹（箸尾高春妻）
- 妹（筒井順國妻）

### 側室
順慶並無正室，只立側室，無親生兒子
- 多加姬，九條直通女，足利義昭養女
- 松，布施春行女
- 織田信長妹妹或女兒

### 養子（堂弟）
- 筒井順國子
  - 定次
- 福住順弘子
  - 順齋
  - 定慶
  - 慶之